# Joan Comorera i Soler
Joan Comorera i Soler (Cervera, 5 de setembre de 1894 - Burgos, 7 de maig de 1958) fou un polític català, d'ideologia comunista i catalanista, diputat a les Corts Espanyoles durant la Segona República, conseller de la Generalitat en diverses ocasions i primer secretari general del PSUC.

## Biografia

### Joventut i primers anys
Va néixer a Cervera el 5 de setembre de 1894, al si d'una família d'artesans. El seu pare va morir quan ell amb prou feines era un nen. Va arribar a fer estudis de Magisteri, si bé mai no va exercir com a tal. A l'estiu de 1913 va fundar diari quinzenal Escola, d'ideologia republicana i anticlerical, que va dirigir.
Comorera va començar la seva carrera periodística el 1913, com a corresponsal a Madrid del diari barceloní La Publicidad —on signava com a «Comenio».  El 1914 es va traslladar a Barcelona, on va exercir com a redactor del diari La Lucha. Va ser un dels cofundadors del Bloc Republicà Autonomista (BRA) i, posteriorment, del Partit Republicà Català (PRC). Segons assenyala Jaime Alvar Ezquerra, en aquests anys Comorera també s'hauria afiliat a l'Agrupació Socialista de Barcelona.
El 1917 va ser enviat a Tortosa per substituir Marcelino Domingo, llavors director del diari La Lluita. Comorera va ser detingut per un article seu contra l'Exèrcit que va ser publicat al diari local El Pueblo, i després de ser posat en llibertat provisional va escapar a França. Estant allà, el 1919 va publicar el llibre La tràgica ignorància espanyola.
Va tornar a Espanya aquest mateix any, però després de la proclamació de la dictadura de Primo de Rivera va marxar a Buenos Aires, on va obtenir la nacionalitat argentina i dirigint el setmanari bilingüe Nación Catalana. També va exercir com a redactor del diari socialista argentí La Vanguardia. Segons Francisco Gutiérrez Latorre, durant la seva etapa argentina hauria militat al Partit Socialista argentí. En 1930, a causa dels seus escrits, va haver de deixar Argentina, i es va establir a la veïna Uruguai. Després de la proclamació a Espanya de la República el 1931 va tornar a Catalunya i es va unir a la Unió Socialista de Catalunya (USC).

### Carrera política
El juliol de 1931, Comorera va entrar a formar part del Comitè Executiu de la Unió Socialista de Catalunya com a secretari d'organització. El 1932 va ser escollit secretari general i això va donar un notable impuls al partit, encara que sense aconseguir deixar del tot de ser un satèl·lit d'Esquerra Republicana de Catalunya (ERC), amb la qual va concórrer en coalició en tots els processos electorals que van tenir lloc en aquests anys (municipals i constituents de 1931 i al Parlament de Catalunya en 1932). Després de l'aprovació de l'Estatut de Catalunya, en 1932, Comorera va ser elegit diputat del Parlament de Catalunya, encara que la USC no es va integrar al govern i va passar a l'oposició.
Després de les eleccions generals de 1933, que van certificar el triomf del centredreta, i la mort de Francesc Macià, la USC va entrar a formar part del nou govern de la Generalitat presidit per Lluís Companys i, el 3 de gener de 1934 va ser nomenat conseller d'Economia i Agricultura en el VIII govern republicà de la Generalitat de Catalunya i primer format per Companys, on va tenir un paper fonamental en la redacció de la llei de contractes de conreu. Va participar en els Fets del sis d'octubre de 1934, per la qual cosa va ser processat i empresonat. Després del triomf del Front Popular el 1936, va ser posat en llibertat i va continuar en el càrrec de conseller fins al 26 de maig de 1936.
Tot just iniciada la Guerra Civil espanyola, va integrar la Unió Socialista al Partit Socialista Unificat de Catalunya (PSUC), del qual va ser un dels fundadors i el primer secretari general. Durant la guerra i en representació del PSUC, va ocupar diverses carteres als governs de la Generalitat de Catalunya presidits per Lluís Companys i Jover. L'enfrontament a l'interior del bàndol republicà entre els comunistes del PSUC i la CNT-FAI li va valer l'enemistat del poderós moviment anarcosindicalista català.

### Exili i retorn
Perduda la guerra, va passar a França, i el maig de 1939 a Moscou. L'any següent va col·laborar a Mèxic amb el govern de la República a l'exili i el 1945 va tornar a França.
Després que la Internacional Comunista fos dissolta el 1943, el PCE va reforçar els seus intents d'absorbir l'estructura del PSUC, intents als quals Comorera es va resistir. El maig del 1945 Comorera es va traslladar a l'Havana, on va reorganitzar el PSUC i va traçar l'estratègia que havien de seguir els comunistes catalans que residien a Cuba. Posteriorment, aquell mateix any, tornaria a territori francès, on va escometre la reorganització dels quadres del PSUC que es trobaven en aquest país. El PSUC continuaria desenvolupant una política de resistència armada contra Franco fins a 1947, patint una intensa persecució per part dels franquistes.
Per al 1949, els seus intents que el PSUC mantingués una estructura independent respecte al PCE l'havien portat a enfrontar-se amb la direcció d'aquest. El 2 de setembre de 1949, el Secretariat del PSUC va destituir Comorera com a secretari general, acusat de titista, i posteriorment va ser expulsat del partit. Va tornar clandestinament a Catalunya el 1950 i va fixar la seva residència a Barcelona. Reclòs al seu domicili, situat al núm. 248 del carrer Consell de Cent, va redactar i imprimir pel seu compte 32 números de la revista Treball, fins a la seva detenció el juny de 1954.

### Detenció i mort
El 9 de juny de 1954 és finalment detingut juntament amb la seva dona, Rosa Santacana, i el seu col·laborador Ferran Canyameres. El politòleg i autor de la seva biografia, Miquel Caminal, considera que el més probable és que caiguessin fruit d'una operació policial iniciada per delacions sobre la militància i paper de Ferran Canyameres, i a través de seguiments a aquest arribessin a detectar Rosa Santacana i les seves entrades i sortides al domicili del Consell de Cent. Després d'alguna falsa inspecció de gas per esbrinar el pis concret on s'amagaven, la policia va poder confirmar-ho.
Així, Comorera va passar quaranta-dos dies a les dependències de Via Laietana, durant els quals va ser interrogat durant llargues hores. El 20 de juliol és traslladat a la quarta galeria de la presó de la Model, on ja hi era Ferran Canyameres, mentre la seva dona era a la presó femenina de Barcelona. Amb tot, ells serien alliberats el juny del 1955 i el 24 de desembre de 1954, respectivament, mentre que Comorera continuaria empresonat mentre se li deteriova ràpidament la salut, afectat per l'asma i la insuficiència cardíaca.
Els militants comoreristes Evarist Massip i Emili Granier van impulsar una campanya internacional de solidaritat, que va arribar a tenir el suport de personalitats destacades com Pau Casals, Albert Camus, Georges Duhamel, Eduardo Santos, Jean-Paul Sartre, José Figueres Ferrer (President de Costa Rica, que va oferir asil i residència a Comorera, malgrat la negativa espanyola) o Henry Torrès, advocat de Macià i vicepresident de l'Alta Cort de Justícia a França, que tot i la voluntat de defensar Comorera es va trobar amb el silenci del capità general de Catalunya. Així, mantindria l'advocat Antonio Solís Pascual, recomanat per militants presos de la CNT, com Víctor Mora, i pagat pel Partit Comunista Francès, mentre que la seva dona tindria Josep Benet, parent pròxim.
El 7 d'agost de 1957 seria finalment jutjat en el Consell de Guerra juntament amb la seva dona Rosa Santacana i Ferran Canyameres. Comorera seria condemnat a trenta anys, Ferran a dos i Rosa, sortosament, seria absolta. El 23 d'agost es declararia ferma la sentència, tot i que a l'octubre es beneficiarien d'una petita disminució, Ferran encara hauria de romandre mig any empresonat, mentre que Comorera hi hauria d'estar vint-i-cinc anys. Al novembre, seria enviat al Penal de Burgos, amb una salut molt precària i que va accelerar el seu final, malgrat el suport dels presos comunistes. Així, va morir d'una broncopneumònia el 7 de maig de 1958. Després d'aquesta, Rosa Santacana viuria un temps amb Evarist Massip, fins que se li va atorgar a finals dels anys seixanta asil a Iugoslàvia, on va morir el 26 d'agost de 1964 a Split, sense poder finalitzar les seves Memòries de la meva vida amb Joan.

### Fons documental
Els fons personals relacionats amb Joan Comorera es troba al CRAI Biblioteca Pavelló de la República de la Universitat de Barcelona. Entre el material dipositat, hi consten escrits diversos, documents personals, fotografies del personatge o documents interns del PSUC.

## Obres relacionades
- 1935. L'avi. Llibre de l'escola i de la llar, de J. Comorera. Llibreria Catalonia, Barcelona
- 1977. Socialisme i qüestió nacional, recull de textos de J. Comorera. Undarius.
- 1978. Declaración de Joan Comorera, recull del discurs de 1959 de J. Comorera. Editat pel PCE(r).
- 1984. Joan Comorera: Catalanisme i socialisme (1913-1936) Volum I, de Miquel Caminal. Empúries, Barcelona.
- 1984. Joan Comorera: Guerra i revolució (1936-1939) Volum II, de Miquel Caminal. Empúries, Barcelona.
- 1985. Joan Comorera: Comunisme i nacionalisme (1939-1958) Volum III, de Miquel Caminal. Empúries, Barcelona.
- 1987. Antologia. Recull de textos de J. Comorera. La Magrana, Barcelona
- 2012. Contra la guerra imperialista y por la liberación social y nacional de Catalunya, text de J. Comorera. Edicions Pravda, Barcelona.
- 2018. La revolución plantea a la clase obrera el problema del poder político: recopilación de textos, discursos de J. Comorera. Templando el Acero, Pamplona.